# كأس أوروبا الوسطى 1955
كأس أوروبا الوسطى 1955 هو موسم من كأس أوروبا الوسطى. أقيم خلال الفترة 29 يونيو 1955 وحتى 4 أغسطس 1955، وشارك فيه عشرة فرق، وفاز فيه نادي بودابست.